# Journal de 20 heures (La Cinq)
Le Journal de 20 heures (symbolisé Le Journal par satellite 20.00) ou Le Journal de 19h45, est un journal télévisé français diffusé chaque soir en direct du 14 septembre 1987 au 12 avril 1992 sur La Cinq.

## Histoire
Le 23 février 1987, la CNCL attribue pour dix ans la concession de service public sur le cinquième réseau hertzien national à la société d'exploitation de La Cinq. Robert Hersant entre alors au capital de La Cinq en tant qu'opérateur principal de la chaîne et nomme Philippe Ramond directeur général. Les deux hommes misent sur l’information et engagent au printemps 1987 Patrice Duhamel comme directeur de l’information, le chargeant de constituer une rédaction placée sous l'autorité de Jacques Hébert. Cette toute nouvelle rédaction s’installe au 241, boulevard Pereire à Paris, dans un ancien garage Renault devenu le siège de la chaîne. Autour de figures déjà connues des téléspectateurs, comme Jean-Claude Bourret ou Marie-France Cubadda venus de TF1, une équipe de jeunes journalistes va s’efforcer de créer chaque jour, à partir du 14 septembre 1987, cinq éditions du journal télévisé au ton résolument direct et novateur.
En octobre 1987, Marie-France Cubbada impute la faible audience du 20h aux techniciens de TDF qui freineraient l'extension du 5e réseau. D'autres journalistes considérant que Boulevard Bouvard diffusé en access prime-time n'est pas une bonne locomotive pour le JT.

### Évolution
- Un Journal interactif :

Chaque journal télévisé fait appel au vote du public via le « télévote ». Chaque soir, les téléspectateurs sont invités à voter "oui" ou "non" au sujet d'une question d'actualité via la « question minitel », une méthode astucieuse pour habituer le téléspectateur à utiliser son Minitel, puis participer à des jeux et faire gagner de l'argent à la chaîne.
Après des réserves émises par le CSA quant à la représentativité d'un vote téléphonique, le nouvel actionnaire Hachette supprime le débat et le "Télévote" dès décembre 1990. 
- Le Journal de 19h45 :

À la suite de ses bonnes audiences lors de la couverture de la révolution roumaine de 1989 et de la chute du mur de Berlin, La Cinq lance Le Turbo sur l'info. Le magazine Reporters est diffusé tous les jours à 19h00 et le Journal est avancé à 19h45 du 5 février 1990 au 9 décembre 1990. Il reprend son horaire habituel de 20h00, à partir du 11 décembre 1990.
Il sera cependant à nouveau avancé à 19h50 chaque dimanche, du 5 avril 1991 au 15 septembre 1991, pour permettre la diffusion de Dimanche 20h10 Elkabbach. Il reprend son horaire habituel de 20h00, à partir du 22 septembre 1991.

## Générique, habillage et décor
- 1987-1991:

L'apparition du satellite et la musique Ainsi parlait Zarathoustra, ont été choisies par Robert Hersant lui-même pour le générique du journal télévisé,.
Quant aux incrustations illustrant les sujets de reportage et le décor sur fond de régie, bleutée ou fond noir et le journal permanent (idée importée du Japon), ils sont dus à Christian Guy, ancien journaliste, rédacteur en chef et producteur du journal de La Cinq.
- 1991-1992:

Jean-Paul Goude rhabille La Cinq ainsi que ces journaux d'information. 

### Identité visuelle (logo)

Logo de l'Information de La Cinq du 2 septembre 1991 au 12 avril 1992.

## Lieu de tournage
Les éditions sont tournées depuis le siège de La Cinq au 241, boulevard Pereire dans le 17e arrondissement de Paris.

## Présentateurs et présentatrices

### En semaine
Titulaires
- De septembre 1987 à août 1988 : Marie-France Cubadda une semaine sur deux
- De septembre 1987 à septembre 1991 : Guillaume Durand une semaine sur deux, puis chaque semaine
- De septembre 1991 à avril 1992 : Gilles Schneider et Béatrice Schönberg

Remplaçants

### Le week-end
Titulaires
- De septembre 1987 à août 1988 : Guillaume Durand le dimanche
- De septembre 1987 à août 1990 : Marie-France Cubadda le samedi, puis le week-end entier
- De août 1990 au 12 avril 1992 : Jean-Claude Bourret

Remplaçants

## Controverses
Dans une des éditions de ce journal, en novembre 1988, Guillaume Durand prétend qu'il a « des assurances selon lesquelles Pauline Lafont est vivante », après avoir reçu des informations d'un interlocuteur anonyme : « Pauline désirait prendre du recul. Elle sortira de sa cachette dans quelques semaines », déclaration dont il s'excusera à plusieurs reprises auprès de sa mère Bernadette Lafont.